# 吉田茂
吉田 茂（よしだ しげる、1878年〈明治11年〉9月22日 - 1967年〈昭和42年〉10月20日）は、日本の外交官、政治家。位階は従一位。勲等は大勲位。旧姓：竹内（たけうち）。
内閣総理大臣（第45・48・49・50・51代）、外務大臣（第73・74・75・78・79代）、農林大臣（第5代）、第一復員大臣（第2代）、第二復員大臣（第2代）、衆議院議員（7期）、貴族院議員（勅選議員）、皇學館大学総長（初代）、二松學舎大学舎長（第5代）、日本自由党総裁（第2代）、民主自由党総裁、自由党総裁（初代）を歴任した。
東久邇宮内閣や幣原内閣で外務大臣を務めたのち、内閣総理大臣に就任し、1946年5月22日から1947年5月24日、及び1948年10月15日から1954年12月10日まで在任した。
優れた政治感覚と強いリーダーシップで戦後の混乱期にあった日本を盛り立て、戦後日本の礎を築いた。ふくよかな風貌と葉巻をこよなく愛したことから「和製チャーチル」とも呼ばれた。
政治活動以外の公的活動としては、廃止された神宮皇學館大學の復興運動に取り組み、新制大学として新たに設置された皇學館大学において総長に就任した。また、二松學舎では、金子堅太郎の後任として学校法人の理事長にあたる舎長に就任した。
なお、内務官僚を経て貴族院議員となり、米内内閣の厚生大臣や小磯内閣の軍需大臣を務めた吉田茂は、同時代の同姓同名の別人で、当時からよく間違えられた。（吉田茂 (内務官僚)#同姓同名 参照）

## 生涯

### 生い立ち
1878年（明治11年）9月22日、高知県宿毛出身の自由民権運動の闘士で板垣退助の腹心だった竹内綱の五男として東京神田駿河台（のち東京都千代田区）に生まれる。父親が反政府陰謀に加わった科で長崎で逮捕されてからまもないことであった。実母の身元はいまでもはっきりしない。竹内の投獄後に東京へ出て竹内の親友、吉田健三の庇護のもとで茂を生んだ。

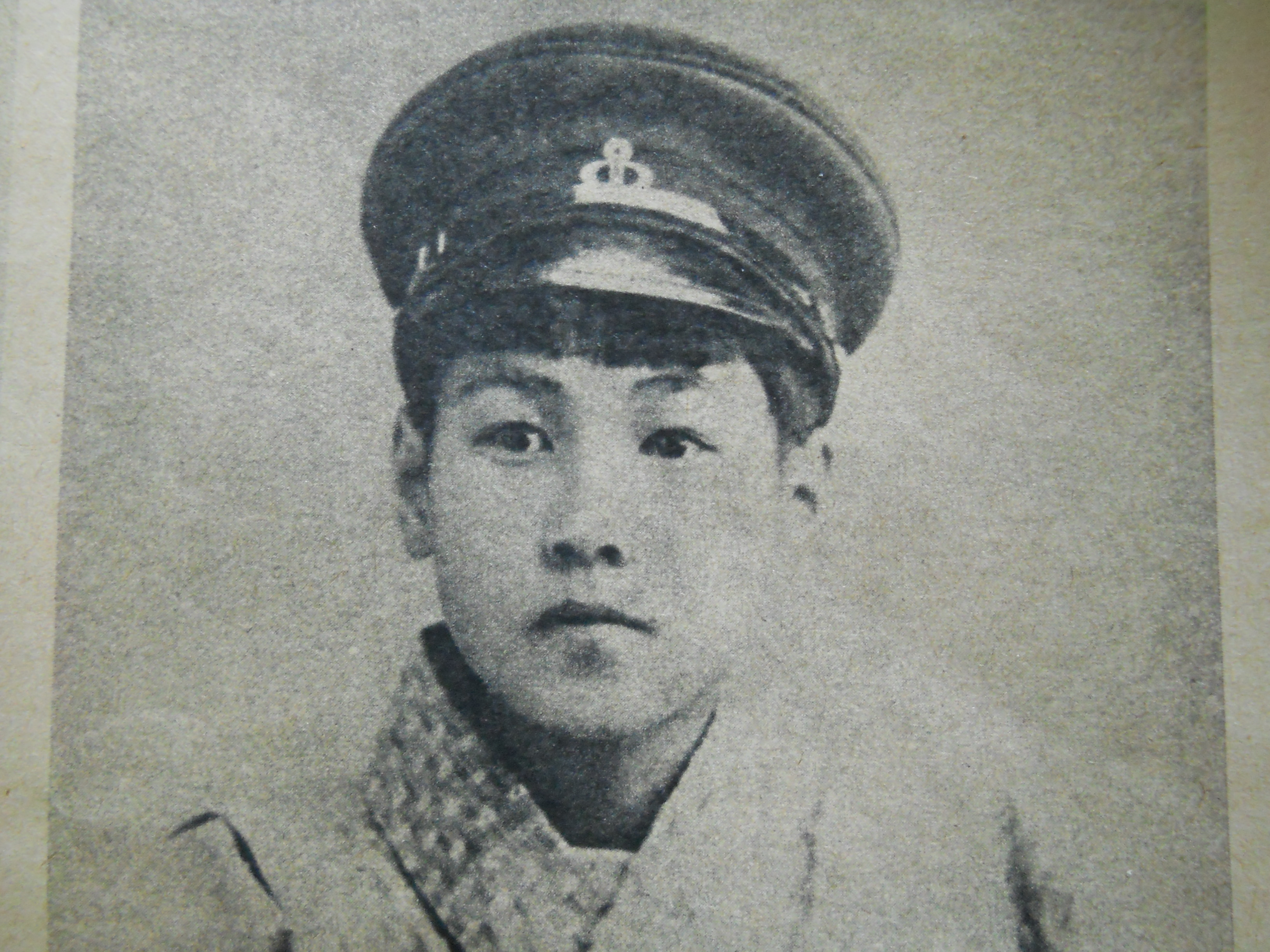
小学時代の吉田

吉田の実父と養父は若い武士として1868年（慶応4、明治元年）の明治維新をはさむ激動の数十年間に名を成した者たちであった。その養母は徳川期儒学の所産であった。
1881年（明治14年）8月に、旧福井藩士で横浜の貿易商（元ジャーディン・マセソン商会・横浜支店長）・吉田健三の養子となる。ジョン・ダワーによると、｢竹内もその家族もこの余計者の五男と親しい接触を保っていたようにはみえない｣という。養父・健三が40歳で死去し、11歳の茂は莫大な遺産を相続した。吉田はのちにふざけて「吉田財閥」などと言っている。

### 学生時代
少年期は、大磯町西小磯で養母に厳しく育てられ、戸太町立太田学校（後の横浜市立太田小学校）を卒業後、1889年（明治22年）2月、耕余義塾に入学し、1894年（明治27年）4月に卒業すると、10年余りに渡って様々な学校を渡り歩いた。
同年9月から、日本中学（日本学園中学校・高等学校の前身）へ約1年通った後、1895年（明治28年）9月、高等商業学校（一橋大学の前身）に籍を置くが、商売人は性が合わないと悟り、同年11月に退校。1896年（明治29年）3月、正則尋常中学校（正則高等学校の前身）を卒業し、同年中に慶應義塾・東京物理学校（東京理科大学の前身）に入学しているがいずれも中退。1897年（明治30年）10月に学習院に入学、1901年（明治34年）8月に旧制学習院高等学科（のちの旧制学習院高等科、学習院大学の前身）を卒業した。
同年9月、当時華族の子弟などを外交官に養成するために設けられていた学習院大学科に入学、このころにようやく外交官志望が固まったが、大学科閉鎖に伴い1904年（明治37年）9月に無試験で東京帝国大学法科大学に移り、1906年（明治39年）7月、政治科を卒業、同年9月、外交官および領事官試験に合格し、外務省に入省する。同期入省者には首席で合格した広田弘毅の他、武者小路公共、池邊龍一、林久治郎、藤井實らがいた。

### 外交官時代
1918年山東省の済南で領事として勤務していた吉田は、岳父の牧野伸顕と共にパリ講和会議に出席した。当時外交官としての花形は欧米勤務だったが、吉田は入省後20年の多くを中国大陸で過ごしている。中国における吉田は積極論者であり、満州における日本の合法権益を巡っては、しばしば軍部よりも強硬であったとされる。吉田は合法満州権益は実力に訴えてでも守るべきだという強い意見の持ち主で、1927年（昭和2年）後半には、田中首相や陸軍から止められるほどであった。しかし、吉田は、満州権益はあくまで条約に基礎のある合法のもの以外に広げるべきではないという意見であり、満洲事変以後もその点で一貫していた。中華民国の奉天総領事館で総領事を務めた時代に東方会議へ参加。政友会の対中強硬論者である森恪と連携し、いわゆる「満蒙分離論」を支持。1928年（昭和3年）、田中義一内閣の下で、森は外務政務次官、吉田は外務次官に就任する。
1931年より駐イタリア大使、但し外交的には覇権国英米との関係を重視し、このころ第一次世界大戦の敗北から立ち直り、急速に軍事力を強化していたドイツとの接近には常に警戒していたため、岳父・牧野伸顕との関係とともに枢軸派からは「親英米派」とみなされた。統計をつかさどる中央統計委員会委員を兼ねた。
1936年（昭和11年）の二・二六事件から2か月後に駐イギリス大使となった。大命を拝辞した盟友の近衛文麿から広田への使者を任されて広田内閣で組閣参謀となり、外務大臣・内閣書記官長を予定したが、寺内寿一ら陸軍の反対で叶わなかった。駐英大使としては日英親善を目指すが、極東情勢の悪化の前に無力だった。また、防共協定および日独伊三国同盟にも強硬に反対した。1939年（昭和14年）待命大使となり外交の一線からは退いた。
太平洋戦争開戦前には、ジョセフ・グルー米大使や東郷茂徳外相らと頻繁に面会して開戦阻止を目指すが実現せず、開戦後は牧野伸顕、元首相近衛ら重臣グループの連絡役として和平工作に従事（ヨハンセングループ）し、ミッドウェー海戦敗北を和平の好機とみて近衛とともにスイスに赴いて和平へ導く計画を立てるが、その後日本軍はアメリカ本土空襲やレンネル島沖海戦、オーストラリア空襲など一部勝利を重ねたため成功しなかった。
しかし1945年に入り日本の敗色が濃くなると、近衛文麿に殖田俊吉を引き合わせ、後の近衛上奏文につながる終戦策を検討。しかし書生として吉田邸に潜入したスパイ（＝東輝次）によって1945年（昭和20年）2月の近衛上奏に協力したことが露見し憲兵隊に拘束される。ただし、同時に拘束された他の者は雑居房だったのに対し、吉田は独房で差し入れ自由という待遇であった（親交のあった阿南惟幾陸相の配慮によるものではないかとされている）。40日あまり後に不起訴・釈放となったが、この戦時中の投獄が逆に戦後は幸いし「反軍部」の勲章としてGHQの信用を得ることになったといわれる。

### 第二次世界大戦後

#### 外務大臣就任

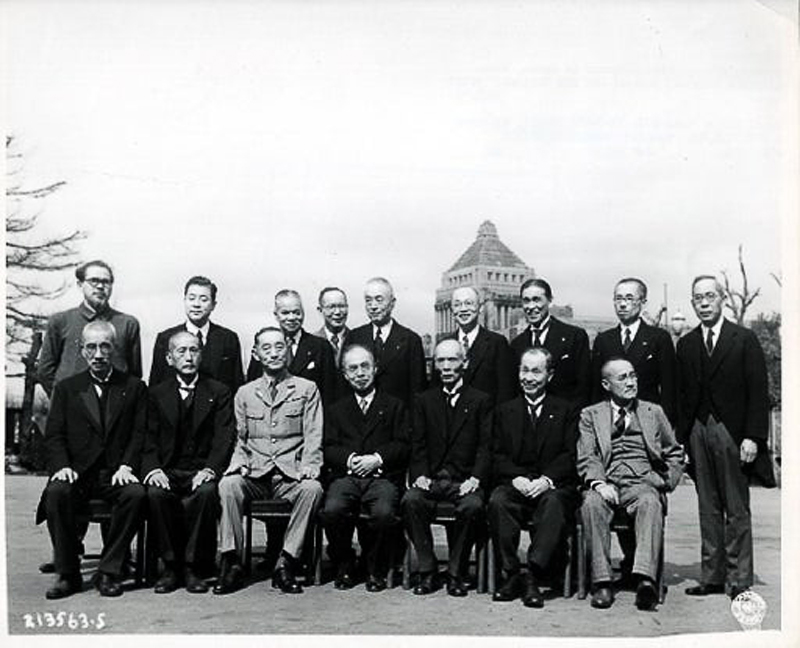
1945年、内閣総理大臣幣原喜重郎（前列中央）ら幣原内閣の閣僚らと

終戦後の1945年（昭和20年）9月、東久邇宮内閣の外務大臣に就任。
短期間のうちに東久邇宮内閣が立ち行かなくなると東久邇、木戸幸一、近衛文麿らは吉田に後継首相となるよう説得に当たったが固辞。同年10月には吉田も後押しした幣原が首相に担ぎ上げられ、吉田は引き続き幣原内閣の外務大臣に就任した。同年12月、貴族院議員に勅選される。

#### 内閣総理大臣就任
翌1946年（昭和21年）5月、日本自由党総裁鳩山一郎の公職追放に伴う後任総裁への就任を受諾。内閣総理大臣に就任した（第1次吉田内閣）。大日本帝国憲法下の天皇組閣大命による最後の首相であり、選挙を経ていない非衆議院議員（貴族院議員なので国会議員ではあった）の首相も吉田が最後である。また、父が公選議員であった世襲政治家が首相になったのも吉田が初めてである。同年12月20日には、吉田の退陣を要求する在日朝鮮人によって首相官邸を襲撃される。大蔵大臣に石橋湛山を任じて傾斜生産や復興金融金庫によって戦後経済復興を推し進めた。
1947年（昭和22年）4月、日本国憲法の公布に伴う第23回総選挙では、憲法第67条第1項において国会議員であることが首相の要件とされ、また貴族院が廃止されたため、実父竹内綱および実兄竹内明太郎の選挙区であった高知県全県区から立候補した。
自身はトップ当選したが、与党の日本自由党は日本社会党に第一党を奪われた。社会党の西尾末広は第一党として与党に参加するが、社会党からは首相を出さず吉田続投を企図していた。しかし吉田は、首相は第一党から出すべきという憲政の常道を強調し、また社会党左派の「容共」を嫌い翌月総辞職した。こうして初の社会党政権である片山内閣が成立したが長続きせず、続く芦田内閣も1948年（昭和23年）、昭電疑獄により瓦解した。この間、政策に不満を持ち民主党を離党した幣原喜重郎や田中角榮らの民主クラブと日本自由党が合併し民主自由党が結成され、吉田が総裁に就任した。

#### 第2次・第3次吉田内閣

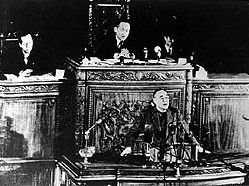
1951年9月8日、施政方針演説にて

このときGHQ民政局による山崎首班工作事件が起こるも失敗。
これを受けて吉田は民主自由党単独で第2次内閣を組織した。その直後に社会党などの野党は内閣不信任を提出、可決されたため、吉田は衆議院を解散した（馴れ合い解散）。第24回衆議院議員総選挙で民主自由党が大勝。戦後の日本政治史上特筆すべき第3次吉田内閣を発足させた。
1949年（昭和24年）3月、GHQ参謀第2部のチャールズ・ウィロビー少将に「日本の共産主義者の破壊的かつ反逆的な行動を暴露し、彼らの極悪な戦略と戦術に関して国民を啓発することによって、共産主義の悪と戦う手段として、私は、長い間、米議会の下院非米活動委員会をモデルにした「非日活動委員会」を設置することが望ましいと熟慮してきた。」なる書簡を送り、破壊活動防止法と公安調査庁、内閣調査室が、1952年（昭和27年）に、設置、施行されるきっかけを作る。アメリカでは当時、赤狩り旋風が吹き荒れていた。

#### サンフランシスコ平和条約

サンフランシスコ平和条約署名式にて

朝鮮戦争勃発により内外で高まった講和促進機運により、1951年（昭和26年）9月8日、サンフランシスコ平和条約を締結。また同日、日本国とアメリカ合衆国との間の安全保障条約（日米安保）を結んだ。国内では全面講和論の支持者も少なくなく、吉田は政治生命を賭けて平和条約の調印に臨んだが、帰国後の内閣支持率は戦後最高の58%（朝日新聞）に上った。しかし、ここが吉田の頂点であった。
側近の白洲次郎などが独立達成を花道とした退陣を勧めるなど退陣論もあったが、吉田はなおも政権に意欲を見せ、続投した。しかし、党内に公職追放を解かれた鳩山一郎を総裁に復帰させる動きがあり、吉田は衆議院を解散（抜き打ち解散）した。第25回衆議院議員総選挙で自由党の議席は過半数をわずかに上回るものだった。吉田は第4次吉田内閣を組織した。1953年（昭和28年）2月、吉田が衆議院予算委員会で質問者（西村栄一）に対し「バカヤロー」と発言したことが問題となり、三木武吉ら反吉田グループは吉田に対する懲罰事犯やそれに続く内閣不信任案を可決させ、吉田は衆議院解散（バカヤロー解散）で対抗した。選挙の結果、自由党は少数与党に転落、改進党との閣外協力で第5次吉田内閣を発足させて延命を繋いだ。吉田内閣は鳩山グループとの抗争や度重なる汚職事件を経て、支持は下落していく。
1954年（昭和29年）1月から強制捜査が始まった造船疑獄では、犬養健（法務大臣）を通して、検事総長に佐藤栄作（幹事長）の収賄罪の逮捕を延期させた（後に佐藤は政治資金規正法違反で在宅起訴されるが国連加盟恩赦で免訴となる）。これが戦後唯一の指揮権発動である。当然ながら、新聞などに多大なる批判を浴びせられた。また、同年6月3日の警察庁及び道府県警察を設置する警察法全面改正をめぐる混乱では、議長堤康次郎に議院警察権を発動させて国会に警官隊を初めて投入した。同年7月1日には保安庁と保安隊を防衛庁と自衛隊に改組させており、野党が自衛隊は軍隊であるとして違憲と追及した際は吉田は「軍隊という定義にもよりますが、これにいわゆる戦力がないことは明らかであります」と答弁した。自身の体験から来る極端な軍隊アレルギーが放たせたものと言われている。同年12月、野党による不信任案の可決が確実となると、なおも解散で対抗しようとしたが、緒方竹虎ら側近に諌められて断念し、12月7日に内閣総辞職、翌日に自由党総裁を辞任した。日本で5回にわたって内閣総理大臣に任命されたのは吉田茂ただ1人である。内閣総理大臣在任期間は2616日。
造船疑獄では吉田自身が国会から証人喚問を複数回要求されたが、公務多忙や病気を理由に出頭しなかった。国会から議院証言法違反（不出頭罪）で告発されるも、吉田が首相を退いた後である1955年5月19日に検察は不起訴処分とした。

### 内閣総理大臣退任後
1955年（昭和30年）の自由民主党結成には当初参加せず、佐藤栄作らとともに無所属となるが、池田勇人の仲介で1957年（昭和32年）に入党した。1962年（昭和37年）、皇學館大學総長就任、翌1963年（昭和38年）10月14日、次期総選挙への不出馬を表明し政界を引退した。しかし、引退後も大磯の自邸には政治家が出入りし、「大長老」「吉田元老」などと呼ばれ、政界の実力者として隠然たる影響力を持っていた。
1964年（昭和39年）、日中貿易覚書にともなう中華人民共和国との関係促進や周鴻慶事件の処理に態度を硬化させた中華民国を池田勇人首相の特使として訪問、蔣介石と会談した（吉田書簡）。同年秋、生前叙勲制度の復活により大勲位菊花大綬章を受章。同年には、マッカーサー元帥の葬儀に参列するため渡米した。1965年（昭和40年）、米寿にあたり、天皇より鳩杖を賜る。
その後も回顧録をはじめとした著述活動などを続け、死の前年である1966年（昭和41年）には、『ブリタニカ百科事典』1967年版の巻頭掲載用として、"Japan's Decisive Century"（邦題：「日本を決定した百年」）と題した論文の執筆を行った。1967年（昭和42年）6月には「日本を決定した百年」を国内で出版したが、それから間もない8月末に心筋梗塞を発症した。このときは、あわてて駆けつけた義理の甥にあたる武見太郎（医師会会長）の顔を見て「ご臨終に間に合いましたね」と冗談を言う余裕を見せたといわれる。
死去前日の10月19日に「富士山が見たい」と病床で呟き、三女の和子に椅子に座らせてもらい、一日中飽かず快晴の富士山を眺めていたが、これが記録に残る吉田の最期の言葉である。翌20日正午ごろ、大磯の自邸にて死去した。突然の死だったため、その場には医師と看護婦3人しか居合わせず、身内は1人もいなかった。臨終の言葉もなかったが、「機嫌のよい時の目もとをそのまま閉じたような顔」で穏やかに逝ったという。享年90（満89歳没）。
佐藤栄作首相は東南アジア訪問中だったが、予定を繰り上げて21日夜に帰国、羽田空港から吉田邸に直行して遺体と対面した。22日未明に鎌倉の別邸に戻り、同日夜に再度吉田邸を訪問した。棺に納められていた吉田愛用のステッキが遺族から佐藤に贈られた。佐藤は代わりに自分のステッキを棺に入れた。
10月22日に死後洗礼を受け、洗礼名は「ヨゼフ・トーマス・モア吉田茂」であった。
10月23日に東京カテドラル聖マリア大聖堂で密葬が行われた。長男の健一は浄土宗での葬儀を希望したが、長女の桜子、三女の和子、次男の正男がカトリック葬を希望した。東京カテドラルは、1941年10月に妻・雪子の葬儀が行われ、吉田が涙を流した場所だった。幡ヶ谷火葬場で火葬され、遺骨は大磯の祭壇に置かれた。10月31日には戦後初の国葬が日本武道館で行われ、官公庁や国公立の学校は半休、公営競技も開催を終日取り止めた。テレビ各局も国葬実施前後に派手な番組やコマーシャルメッセージ（CM）の放送を行うことを自粛すると共に実施当日は特別追悼番組を放送して吉田を偲んだ。
戒名は叡光院殿徹誉明徳素匯大居士。遺骨は青山霊園の一角において娘婿の麻生太賀吉らと並んで葬られたが、2011年に神奈川県横浜市の久保山墓地に改葬された。その後、大磯旧吉田茂邸内の七賢堂に人物神として祀られている。
吉田の銅像は、「北の丸公園」、「高知龍馬空港」、「大磯城山公園」の3箇所に建てられている。
吉田が死去した当時、存命中の内閣総理大臣経験者としては最高齢（1953年の阿部信行没後自身が死去するまで）であった（最古参は東久邇宮稔彦王のまま）。

## 実施した政策
- 1946年9月27日 : 労働関係調整法の公布・施行[40]
- 1946年11月3日 : 日本国憲法の公布[41]
- 1947年3月31日 : 教育基本法の公布・施行[42]
- 1947年3月31日 : 学校教育法の公布・施行、学校制度改革、義務教育は中学3年まで延長[43]。
- 1947年4月7日 : 労働基準法の公布・施行[44]
- 1947年4月14日 : 私的独占の禁止及び公正取引の確保に関する法律の公布・施行[45]
- 1947年5月3日 : 日本国憲法の発効[41]
- 1949年1月1日 : 日本国憲法に適合させる改正刑事訴訟法の施行[46]
- 1949年6月1日 : 労働組合法の公布・施行[47]
- 1950年4月15日 : 公職選挙法の公布・施行[48]
- 1950年5月4日 : 生活保護法の公布・施行[49]
- 1950年6月5日 : 住宅金融公庫法の公布・施行[50]
- 1950年12月13日 : 地方公務員法の公布[51]
- 1950年12月28日 : 毒物及び劇物取締法の公布・施行[52]
- 1951年2月13日 : 地方公務員法の施行
- 1951年3月31日 : 結核予防法の公布・施行[53]
- 1951年6月30日 : 覚せい剤取締法の公布・施行[54]
- 1951年9月8日 : 日本国との平和条約、日本国とアメリカ合衆国の安全保障条約の署名
- 1951年11月18日 : 日本国との平和条約、日本国とアメリカ合衆国の安全保障条約の批准
- 1952年4月28日 : 日本国との平和条約、日本国とアメリカ合衆国の安全保障条約の発効
- 1952年7月21日 : 破壊活動防止法の公布・施行[55]
- 1953年3月17日 : 麻薬及び向精神薬取締法の公布・施行[56]
- 1954年5月19日 : 厚生年金保険法の公布・施行[57]
- 1954年6月8日 : 警察法の公布・施行[58]
- 1954年6月9日 : 自衛隊法＆防衛庁設置法の公布[59]
- 1954年7月1日 : 自衛隊法＆防衛庁設置法の施行

## 人物

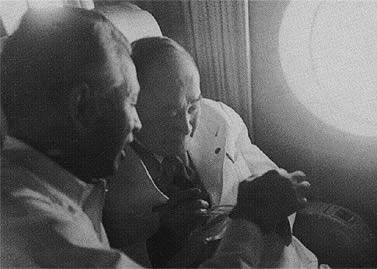
1951年、サンフランシスコ講和会議へ向かう機上にて白洲次郎（左）と

### 性格・特徴
- 癇癪持ちの頑固者であり、また洒脱かつ辛辣なユーモリストとしての一面もあった。公私にわたりユニークな逸話や皮肉な名台詞を多数残している。また、吉田の行動は当時の新聞の風刺漫画の格好の標的になった。実際に吉田が退陣した時には、ある新聞の風刺漫画に、大勢の漫画家が辞める吉田に頭を下げる（風刺漫画のネタになってくれた吉田に感謝を表明している）漫画が描かれたほどである。
- 耕余義塾時代、塾生が『養春』という雑誌をだしていたが、その雑誌に吉田は「帰んなんとて家もなく　慈愛受くべき父母もなく　みなし児書生の胸中は　如何に哀れにあるべきぞ」という歌を寄稿したことがあり、複雑な家庭に育ったがゆえの孤独さをしのばせている。同塾は全寮制で、吉田は約1年半寄宿舎に暮らした。室長だった渡辺広造によると、吉田は乱暴な寮生にいじめられることも多かったが、じっと歯をくいしばってがまんしていたという[60]。
- 吉田は人の名前を覚えるのが苦手だったらしく、自党の議員の名前を間違えたりすることもしばしばあった。昭和天皇に閣僚名簿を報告する際に、自分の側近である小沢佐重喜の名前を間違えて、天皇から注意を受けたことがある。

### 尊皇家・臣茂
- 尊皇家であり、終戦後、昭和天皇が戦争責任をとって退位を申し出た時も吉田が止め、国民への謝罪の意を表明しようとした時も吉田が止めたという[61]。
- 1952年（昭和27年）11月の明仁親王の立太子礼に臨んだ際にも、昭和天皇に自ら「臣茂」と称した。これは「時代錯誤」とマスコミに批判されたが、吉田は得意のジョークで「臣は総理大臣の臣だ」とやり返した。

### 住居

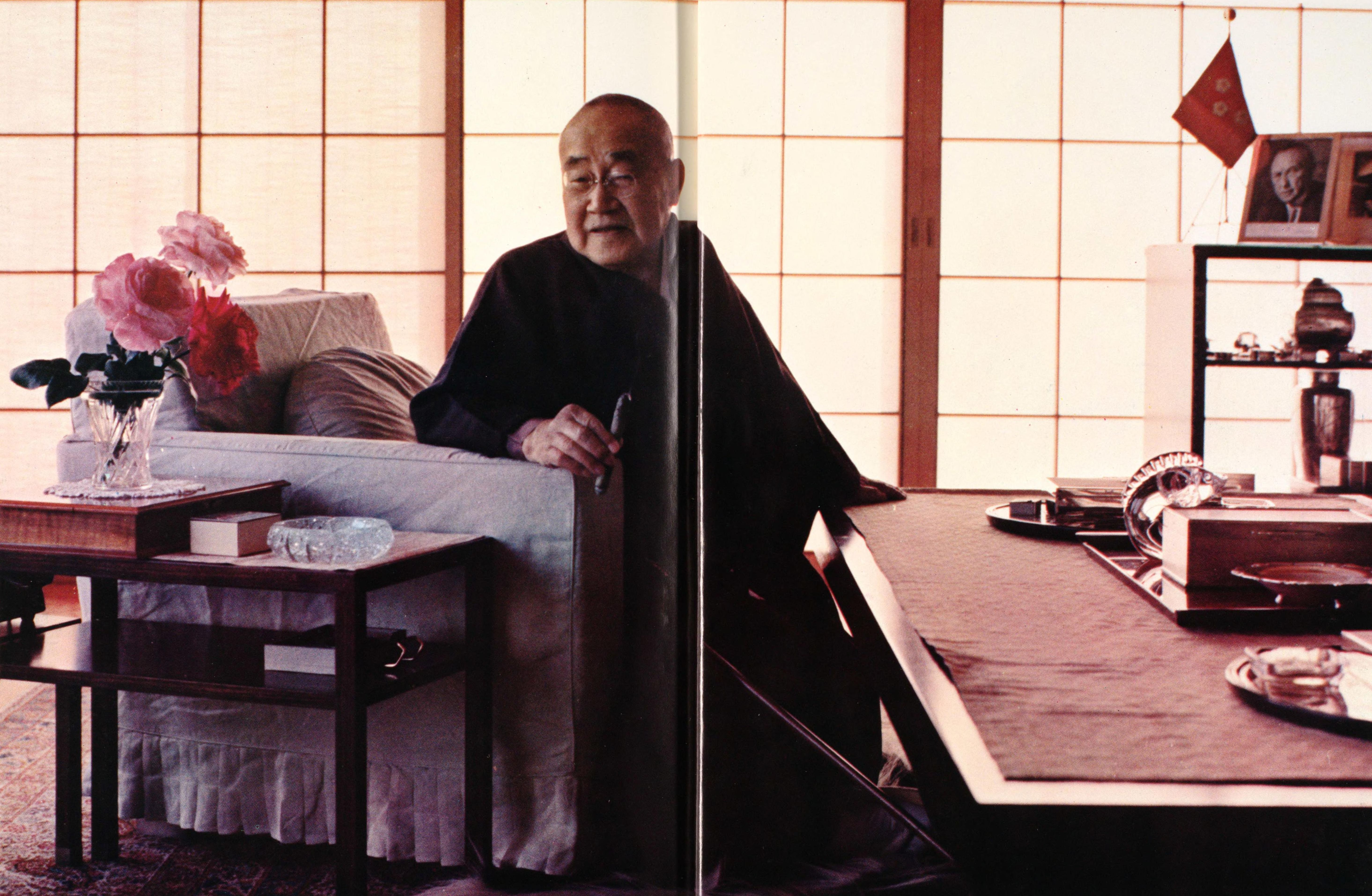
大磯町の自宅での吉田

- 幣原内閣で外相に就任した際、東京・芝白金台の旧朝香宮邸を借り上げ、外務大臣公邸とした。これは傍系11宮家の皇籍離脱に伴い、旧皇族の経済的困窮を慮った昭和天皇の要請と言われる。その後、首相となった後も吉田は外相を兼務し、外相公邸に居座り続けたため、外相公邸が事実上の総理公邸になった。結局一時の下野を除き、第5次内閣の総辞職で辞任するまで外相公邸に住み続けた。実際、吉田は半ば冗談で「外相を兼務したのはこの公邸に住んでいたかったからさ」と公言していた。
- 佐藤栄作が内閣総理大臣であったころに吉田を訪ねると、羽織・袴で出迎え、佐藤を必ず上座に座らせ、「佐藤君」ではなく「総理」と呼びかけた。このため、吉田の容態が芳しくない時には、佐藤夫妻は容易に吉田を見舞うこともできなくなってしまったという[62]。
- 首相退陣後は神奈川県大磯町で暮らした。1884年に吉田茂の養父である吉田健三が土地を購入、別荘を建てていたが、養父亡きあと吉田茂が邸宅を引き継いだもので、1945年から大磯の邸宅が本邸となり晩年を過ごした[63]。元は「こりん」の名で新橋の芸者だった「坂本喜代」とともに暮らしたが、正式に妻として入籍することはなかったと伝えられ、これには吉田の貴族趣味が関係しているとする見方もある。吉田の生前も死後も報道陣の取材には応じず何も語らず亡くなった。
- 首相退陣後も政界への影響力を保持し、国内外の要人が訪れることも多かった。豪壮な旧吉田邸は本人の没後も外交の舞台となり、1979年の日米首脳会談の会場となった。2009年に火災で全焼したが、寄付金により再建され、2017年4月1日に大磯町郷土資料館別館として公開された[64]。ただ孫の麻生太郎は再建は意味がないとして当初は反対したという[65]。同年10月23日には、河野太郎外相と訪日したミクロネシア連邦大統領との懇談・夕食会場として使われた[66]。

### 趣味・嗜好

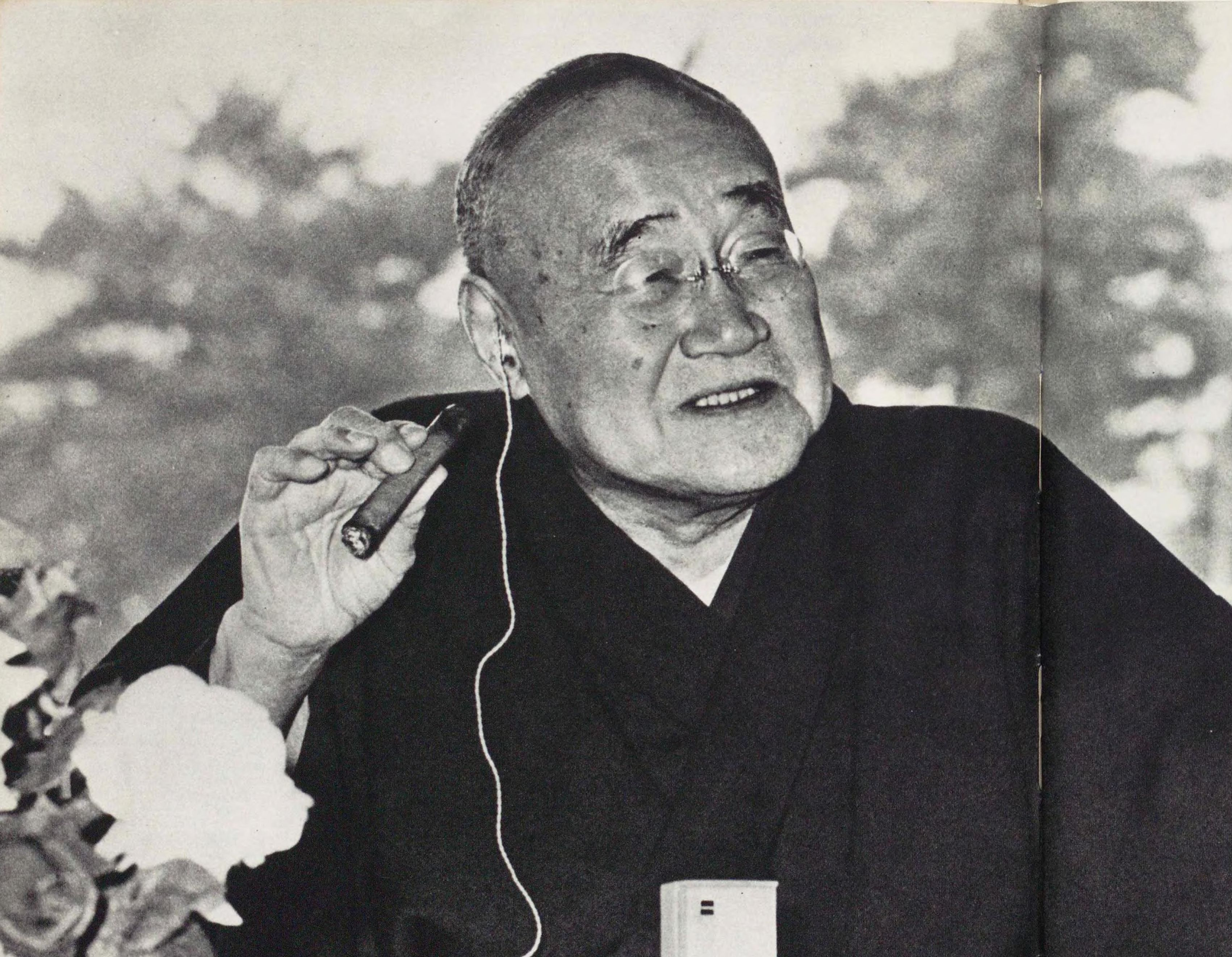
鼻眼鏡をかけ葉巻を吸う吉田

- 鼻眼鏡をかけていた。当時でも鼻眼鏡をかける人は少なかった[67][68]。
- 大の葉巻好きで知られ、戦中戦後の輸入自体が不如意な時代にも、戦前に大量に買い溜めしておいた本場物のハバナを喫っていたほどであったが、サンフランシスコ講和条約の締結に至るまでの交渉が難航していた時期には葉巻を断っていたという。晩年には葉巻を止め、フィルター付き紙巻きのハイライトに切り替えた。
- 吉田は落語が好きで、六代目春風亭柳橋を贔屓にしていた。さすがに自分から寄席に行けないので、しばしば柳橋を官邸に呼び、当時珍しかったテレビを高座代わりにして一席演じさせていた。孫である麻生太郎は、吉田に連れられて鈴本演芸場に行くエピソードを著書で紹介している。
- 吉田は駐英大使時代にイギリス流の生活様式に慣れ、貴族趣味に浸って帰国した。そのため、官僚以外の人間、共産党員や党人などを見下すところがあった。その彼のワンマンぶりがよく表れているのが、彼の言い放った暴言・迷言の数々である。新人の番記者だった三宅久之は、吉田の印象について「傲岸不遜な『クソ爺』だった」と述べている[69]。とくに晩年は大磯邸の豪邸ぶりとと相俟って、この貴族趣味ということが必要以上の贅沢をしているようなイメージを世間に与え、非難の対象となった。
- もっとも、相手が礼儀の正しい人なら、その身分がどうであろうと丁寧に振舞ったとも言われる。吉田は典型的な明治時代の人間であり、彼と親しかった白洲次郎は、自身の随想の中で「吉田老ほど、わが国を愛しその伝統の保持に努めた人はいない。もっとも、その『伝統』の中には実にくだらんものもあったことは認めるが」と語っている。

### 車における英国趣味
- 英国趣味は自家用車にも及んだ。駐英大使時代ロールス・ロイスの中型モデル、「25/30HP」1937年式でフーパー製サルーンボディを架装した個体を私品として購入、帰国時には日本に持ち帰り、戦時中に政財界で奨励された皇室・軍などへの「自家用車献納」もせず手元に留め置いた。吉田はこの25/30HPロールスを戦後も長く愛用、1950年代には同車をイギリスに送ってオーバーホールを頼んでまで使い続けた。
- 一方、1960年代に入り日本の自動車輸入制限が緩和された際には、首相時代、西ドイツ首相コンラート・アデナウアーと個人的に交わした「貴国復興の暁にはドイツ車を購入する」という旧約から、当時のドイツ製最高級車メルセデス・ベンツ「300SE（W111）」を購入、その旨の電報をアデナウアーに送っている。いずれも専属運転手の乗務により吉田の足として用いられたが、両車とも吉田没後は麻生太賀吉に引き継がれてのち、日本国内の自動車愛好家に譲られ、2000年代に至っても自走可能なコンディションで保管されている[70]。特にロールス・ロイスは、吉田に関連するテレビドラマやイベントでも公開され、公衆の目に触れる機会が多い。

### 愛犬家
- 愛犬家で多いときには10匹以上の犬を飼っていた。そのため「ワンワン宰相」というあだ名もあった。とくに知られているのがアメリカでサンフランシスコ講和条約を締結し帰国する際につがいで購入したケアンテリアで、とくにお気に入りだったとも伝えられる[71]。仔犬が生まれると、やはり愛好家の政財界人に分けていたと伝えられる。
- 1959年ころから大映映画製作のテレビ番組『少年ジェット』に出てくるシェパード犬「シェーン号」を見て気に入り、欲しがったもののシェーン号は徳川義親がすでに購入、次いでシェーン号の仔犬を入手しようとしたが、二頭の仔犬の内の一頭は明仁皇太子（当時）の飼い犬となり、もう一頭は警察犬となっていた[71][72]。さらに大映女優の若尾文子の飼い犬がシェーン号の子を身ごもっていると聞き若尾と交渉して、その飼い犬の出産によりようやく子犬を入手した[71]。
- 大磯の旧吉田邸の庭には多数の愛犬の墓石がある。[71]

### 政治姿勢
- 駐イタリア大使時代にベニート・ムッソリーニ首相に初めて挨拶に行った際、イタリアの外務省からは吉田の方から歩み寄るように指示された（国際慣例では、ムッソリーニの方から歩み寄って歓迎の意を示すべき場面であった）。だが、ムッソリーニの前に出た吉田は国際慣例どおりに、ムッソリーニが歩み寄るまで直立不動の姿勢を貫いた。ムッソリーニは激怒したものの、以後吉田に一目置くようになったと言われている。
- 首相時代、利益誘導をしてもらうべく、たびたび地元高知県から有力者が陳情に訪れたが、その都度「私は日本国の代表であって、高知県の利益代表者ではない」と一蹴した。

## 逸話

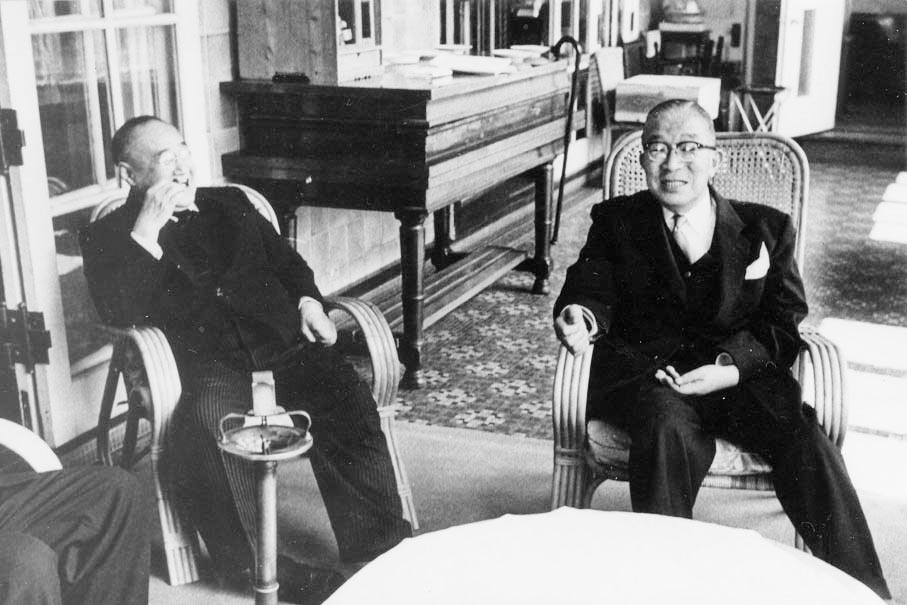
1952年から1954年ごろ、鳩山一郎（右）と

### 辞めたくなったら……
1946年（昭和21年）4月10日、戦後初の総選挙が行われた結果、幣原内閣を支持する旧大日本政治会系の日本進歩党は善戦したものの伸び悩み、旧同交会系の日本自由党が比較第一党となった。内閣は総辞職することになり、幣原は4月30日に参内して自由党総裁の鳩山一郎を後継首班に奏請、鳩山はただちに組閣体制に入った。ところが5月4日になって突然、GHQから政府に鳩山の公職追放指令が送付されると、状況は一変した。
自由党は急遽後継の総裁選びに入ったが、候補に登ったのは元政友会の重鎮で鳩山と親しかった古島一雄と、駐米大使や駐英大使を歴任して当時は宮内大臣として宮中にあった松平恒雄だった。しかし鳩山が古島のもとを訪ねると、古島は高齢を理由ににべもなく要請を拒絶した。そこで鳩山は、松平と親しかった外務大臣の吉田に松平説得を依頼した。吉田は半年前にも幣原に総理を引き受けるよう説得に赴いており、また1936年（昭和11年）にも広田弘毅の説得を行っている。外務省OBの説得なら吉田に任せればいいというのは自然の成り行きだった。果たして吉田が松平に会うと松平は色気を示したが、数日後その松平と直接会った鳩山は、その足で吉田を外相公邸に訪ね、「あの殿様じゃ党内が収まらない、君にやってもらいたい」と持ちかけてきた。これには吉田も仰天して「俺につとまるわけがないし、もっと反対が出るだろう」と相手にしなかった。
ところが元政友会幹事長の松野鶴平が、この日の夜から毎晩のように吉田のもとに押しかけて後継総裁を受けるよう口説き、ついにはその気にさせた。松野はその手練手管から「松のズル平」とあだ名されていた。松野の行動は鳩山の関知するところではなく、そのことを知った鳩山は「松野君は外相公邸の塀を乗り越えてまで吉田君に会いにいくそうじゃないか」と不快を隠さなかった。そもそも鳩山と吉田は友人だったが、このころから2人の関係は次第にぎくしゃくし始めることになる。
蓋を開けてみると、吉田は松平に引けを取らないほどの殿様ぶりで、総裁を引き受けてもいいが、
1. 金作りは一切やらない
2. 閣僚の選考に一切の口出しは無用
3. 辞めたくなったらいつでも辞める

という勝手な3条件を提示して鳩山を憤慨させた。しかし総選挙からすでに1か月以上が経っており、この期に及んでまだ党内でゴタゴタしていたらGHQがどう動くかわからなかった。吉田は三条件を書にしたためて鳩山に手渡すと、「君の追放が解けたらすぐにでも君に返すよ」と言って総裁就任を受諾した。
5月16日、幣原の奏請を受けて吉田は宮中に参内、天皇から組閣の大命を拝した。吉田は「公約」どおり自由党の幹部には何の連絡もせずに組閣本部を立ち上げ、党には一切相談することなくほぼ独力で閣僚を選考した。自由党総務会で吉田の独走に対する怒号が飛び交うのをよそに、22日に再度参内して閣僚名簿を奉呈、ここに第1次吉田内閣が発足した。

### 吉田学校・ワンマン体制
自由党入党・総裁就任後の吉田は、政党政治家の多い自由党内で自らの地歩を築く必要があった。そこで、官僚出身者を中心とした吉田学校と呼ばれる集団を形成した。1949年（昭和24年）の第24回総選挙で当選した議員が吉田学校の主要メンバーとなり、広川弘禅や大野伴睦らのベテラン政党政治家を組み合わせて党内を掌握し「ワンマン体制」を確立した。吉田学校の主な人物として、佐藤栄作・池田勇人・田中角栄・大平正芳がいる。彼らは戦後保守政権の中核を担うこととなり、保守本流を形成することになる。

### 孤高のサイン

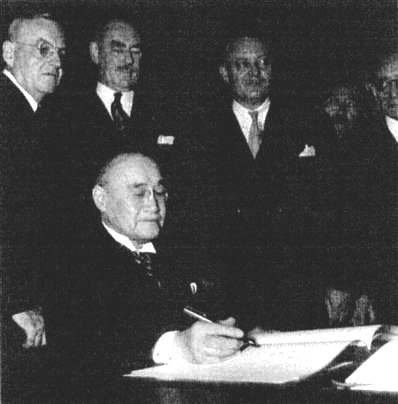
1951年9月8日、日米安全保障条約調印式にてアメリカ合衆国国務長官ジョン・フォスター・ダレス（後方最左）らと

日本はサンフランシスコ講和会議に吉田を首席全権とする全権団を派遣、講和条約にも吉田を筆頭に、池田勇人（蔵相）、苫米地義三（国民民主党）、星島二郎（自由党）、徳川宗敬（参議院緑風会）、一万田尚登（日銀総裁）の六人全員で連署、署名した。
講和条約調印後、いったん宿舎に帰った吉田は池田に「君はついてくるな」と命じると、その足で再び外出した。講和条約はともかく、次の条約に君は立ち会うことは許さないというのである。吉田の一番弟子を自任し、吉田と同じ全権委員でもある池田は憤慨し、半ば強引に吉田のタクシーに体を割り込ませた。向かった先はゴールデンゲートブリッジを眼下に見下ろすプレシディオ将校クラブの一室。ここでも吉田は池田を室内には入れず、日米安全保障条約に一人で署名した。条約調印の責任を一身に背負い、他の全権委員たちを安保条約反対派の攻撃から守るためだった。

### マッカーサーとの関係

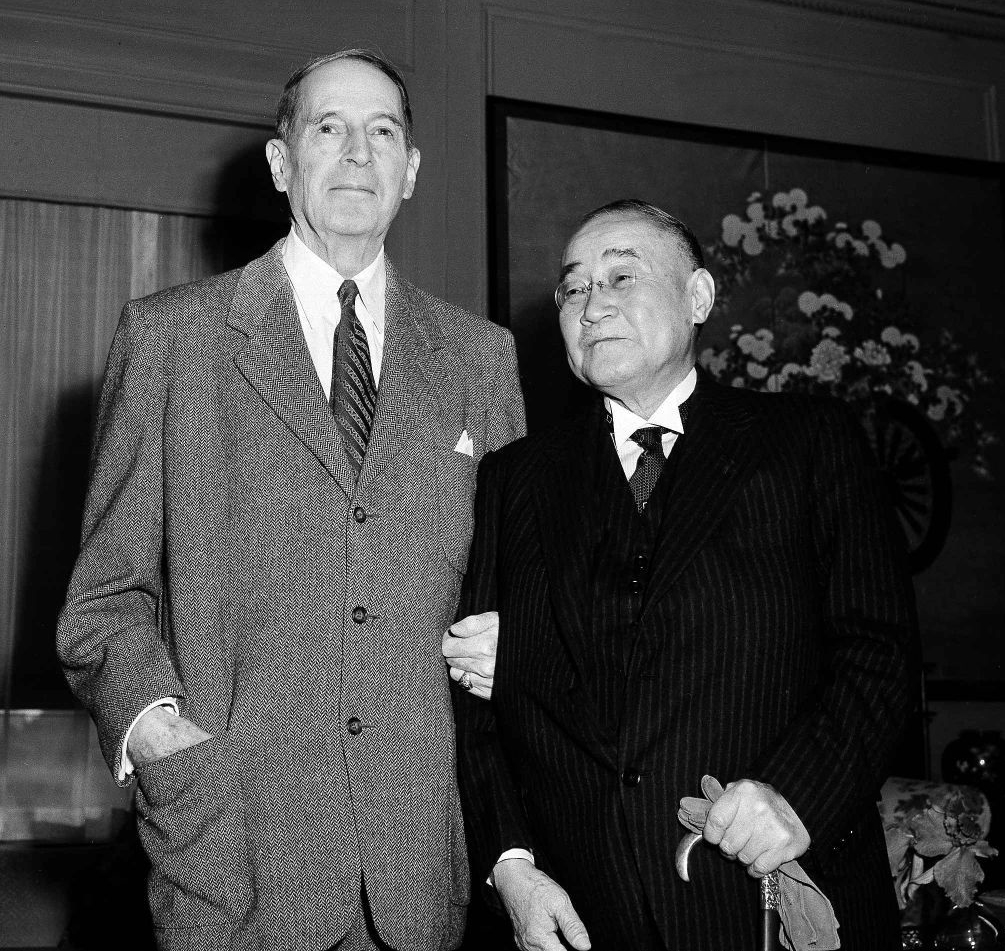
1954年11月5日、米国ウォルドルフ＝アストリアにてダグラス・マッカーサー（左）と

吉田とマッカーサーは、マッカーサーがトルーマン大統領によって解任され日本を去るまで親密であった。吉田は「戦争に負けて、外交に勝った歴史はある」として、マッカーサーに対しては「よき敗者」としてふるまうことで個人的な信頼関係を構築することを努めた。その一方、マッカーサーから吉田に届いた最初の書簡を、冒頭の決まり文句「Dear」を「親愛なる」に直訳させ、「親愛なる吉田総理」で始まる文面を公表して、マッカーサーとの親密ぶりを国民にアピールしようとしたが、それを知ったマッカーサーは次の書簡から「Dear」を削ってしまったという話もある。
吉田のユーモアはマッカーサーに対しても発揮されている。戦後の物資不足の折、葉巻を愛好する吉田に対し、フィリピンにタバコ畑を所有していたマッカーサーから葉巻を贈りたいと言われたが「私はハバナ産しかたしなみませんので」と辞退したという。また、吉田はマッカーサーに「450万トンの食糧を緊急輸入しないと国民が餓死してしまう」と訴えたが、アメリカからは結局その6分の1以下の70万トンしか輸入できなかった。しかしそれでも餓死者は出なかった。マッカーサーが「私は70万トンしか出さなかったが、餓死者は出なかったではないか。日本の統計はいい加減で困る」と難癖をつけた。それに対して吉田は「当然でしょう。もし日本の統計が正確だったらむちゃな戦争などいたしません。また統計どおりだったら日本の勝ち戦だったはずです」と切り返した。これにはマッカーサーも大笑いだったという。
復興を成し遂げた日本を見てもらいたいと考えた吉田は、1964年東京オリンピックにマッカーサーを招待しようとしたが、マッカーサーは既に老衰で動ける状態にはなく、オリンピックの半年前に死去した。吉田はその国葬に参列した。
なお、東方会議をリードし治安維持法に死刑条項を設けたため、公職追放の対象になりかけたがマッカーサーへの様々な働きかけを通じて免れたといわれている。

### 曲学阿世の徒
サンフランシスコ講和会議直前、ソ連や中国共産党の政府を除く国々との単独講和を進める吉田政権に対し、東京大学総長南原繁がこれらの政府を含めた全面講和を主張した。これに激怒した吉田は1950年5月3日、「これは国際問題を知らぬ曲学阿世の徒、学者の空論に過ぎない」と発言、「学者風情に何がわかる」とばかり、南原の意見を批判した。5月6日、南原は学問への権力的弾圧と反論した。
同会議の受諾演説の際、吉田は横書きの原稿ではなく、あえて巻物に書いた文章を読んで演説を行ったが、当時の現地メディアから、「巨大なトイレットペーパー状のものを読み上げた」と書かれた。この巻物式の原稿は必ずしも読みやすいものではなかったようで、当の吉田も後に回顧録で「結局最後まで嫌々我慢しながら読み続けた」と記している。
上記の「曲学阿世の徒」発言と同様、全面講和を主張する日本社会党に対し、吉田は「社会党のいう全面講和は空念的、危険思想である。エデンの園を荒らす者は天罰覿面」と発言。こちらも大いに物議を醸した。

### 水をかける
1952年（昭和27年）に京都での演説会に参加した際、カメラマンのしつこい写真撮影に激怒し、カメラマンにコップの水を浴びせ「人間の尊厳を知らないか」と大見得を切り、会場の拍手を浴びたのは有名である。
このエピソードの背景にはある事情がある。吉田は妻の雪子を1941年（昭和16年）に亡くしていた。まもなく、愛人の芸者で花柳流の名取でもあった小りん（本名：坂本喜代）を大磯の自邸に招き入れて同居を始めている。ただし岳父・牧野伸顕の手前もあり、世間体をはばかってこのことは極秘にしていたが、10日と経たないうちに新聞記者に嗅ぎつかれて垣根越しにスクープ写真を撮られた。吉田はこの時の恥辱を後々まで根に持って、カメラマンには悪感情を持っていたのである。ただし、小りんとの関係が公表されてしまったおかげで世間体を気にする必要もなくなり、1944年（昭和19年）には晴れて彼女と再婚している。
後に皇太子明仁親王から皇太子妃に関して記者に追いかけられて困っているとの話があった際、吉田は「そういう記者には水をぶっ掛けておやりなさい」と返答した。それに対して皇太子は「吉田さんのようにはいかない」と応じて苦笑したという。

### 人を食っております
日米修好通商百年祭に日本の代表として訪米し、外国人記者団に質問されたとき、元気な様子を褒められると、「元気そうなのは外見だけです。頭と根性は生まれつきよくないし、口はうまいもの以外受け付けず、耳の方は都合の悪いことは一切聞こえません」と応じた。特別の健康法とか、不老長寿の薬でも、という質問には、「はい、強いてあげれば人を食っております」とすました顔で即答した。
吉田は米寿をすぎてもまだ矍鑠としていたが、ある日大磯を訪れたある財界人がそんな吉田に感心して「それにしても先生はご長寿でいらっしゃいますな。なにか健康の秘訣でもあるのですか」と尋ねると、「それはあるよ。だいたい君たちとは食い物が違う」と吉田は答えた。そういった食べ物があるのならぜひ聞きたいと財界人が身を乗り出すと、「それは君、人を食っているのさ」と吉田はからからと笑った。これが吉田がこの世に残した最後のジョークとなった。

### ユーモア
寺内正毅が首相に就任する際、寺内の朝鮮総督時代にその秘書官であった吉田は、直接寺内から首相秘書官就任を要請された。しかし吉田は「秘書官は務まりませんが、総理なら務まります」と返答した。
また、ある日会いたくなかった客人に対して居留守を使った吉田であったが、その客人に居留守がばれた。抗議をする客人に対し、吉田は「本人がいないと言っているのだから、それ以上確かなことはないだろう」と言い訳した。
1964年（昭和39年）11月、赤坂御用地での園遊会では、昭和天皇が「大磯はあたたかいだろうね」と吉田に呼びかけた。吉田は「はい、大磯は暖かいのですが、私の懐は寒うございます」と答えてその場を笑わせている。
第二次世界大戦が始まる数年前、在英日本大使館を訪れ要人待遇を求める外遊中の国会議員に対して三度居留守を使ったが、三度目にその議員が怒り始めると、吉田本人が姿を現し、大使は不在で面会に応じる気はない、今あなたに向かって話をしているのが吉田大使なのだから、本当だと思ってもらって結構と述べている。

### 皮肉な言動
帝国憲法改正を急ぐ吉田に疑問を呈する議員たちに対して「日本としては、なるべく早く主権を回復して、占領軍に引き上げてもらいたい。彼らのことをGHQ (General Head Quarters) というが、実は “Go Home Quickly” の略語だというものもあるくらいだ」と皮肉をこめた答えを返した。
バカヤロー解散における広川弘禅農林大臣らの裏切りについては「坊主は三代祟る」（広川農相は僧籍を持っている）と皮肉を言った。

### 天国泥棒
妻の雪子がカトリックだったこともあり、吉田家は長男の健一を除いてみな信者で、吉田もカトリックには好意を持っていた。1964年（昭和39年）に建設された東京カテドラル聖マリア大聖堂の後援会の会長も引き受けている。ただし岳父の牧野伸顕のアドバイスもあって、極右による標的となることを避けるため、吉田自身は生涯洗礼を受けなかった。それでも東京大司教館司教だった濱尾文郎に「元気なときはともあれ、死にそうになったら、洗礼をうけて“天国泥棒”をやってやろう」と語っていたこともあって、濱尾は吉田の死後、ただちに洗礼を授け、「ヨゼフ・トマス・モア」という霊名がつけられた。

### 同姓同名
同時代の内務官僚であった同姓同名の吉田茂と間違えられることが多く、両者ともこれには閉口したらしい。詳細は吉田茂 (内務官僚)を参照のこと。

### その他の逸話
- 最初の妻・雪子と結婚する際に、痔に悩まされていることを岳父の牧野伸顕に伝えたところ、牧野からすぐにでも治すように言われ、結婚式では吉田本人が出席できず、吉田家伝来の太刀が代わりに新郎の席に飾られていた[85]。
- 対中国積極外交を主張する奉天総領事時代の吉田は、外務次官のポストを得ようとしたが、首相の田中義一にいったん拒絶され、スウェーデン公使に出されることになった。吉田は首相官邸に乗り込み、田中に向かって長時間に渡り、次官の自己推薦のための口舌をぶち、その間、田中はひどくつまらなそうに吉田の話を聞いていた。吉田は「これで次官は棒に振ってしまったが、せいせいした」とスウェーデンに発つ準備をしていた数日後、田中から電話があり「ところで吉田君、外務次官になってもらうよ。まさか異論はないだろうね」ととぼけた口調でいわれ、吉田は驚きつつも次官就任を快諾した。以後、吉田は終生、田中のことを尊敬するようになったという。
- 学習院時代の恩師に海軍の命令で軍事教練担当の教師として派遣されていた鈴木貫太郎がいた。吉田は鈴木の人柄に強く惹かれ、以後も鈴木と吉田との交友は続き、吉田は総理就任後も鈴木に総理としての心構えを尋ねた。鈴木は吉田に、例えば「吉田君、俎板の鯉のようにどっしり構えること。つまり、負けっぷりをよくすることだよ」などと伝えていたと言われている。
- 東久邇宮内閣で外相を辞任することになった重光葵の後任外相就任要請として、緒方竹虎内閣書記官長からの使者を迎え、首相官邸に出向いて受託すると、すぐ親任式を行うことになった。しかし、黒い靴を履いていなかった吉田は、内閣官房総務課長・佐藤朝生の靴を急遽借用して親任式に臨んだ[86]。
- 幣原喜重郎外相の下で次官を務めていた際、省内の文書が次官の吉田の決裁後に大臣である幣原の下に届けられると、能書家として知られていた幣原が文面を全て校正してから決裁をすることを知って、「大臣の所に行った文書は書き直されてしまうのだから、大臣の決裁を貰ってからでないと次官の決裁は出せない」と皮肉を述べたところ、この話が幣原に伝わってしまい、暫くの間二人の仲は険悪になったと言われている。だが、東久邇宮内閣総辞職後にマッカーサーから後任総理について尋ねられた時、世間から忘れ去られていた幣原をマッカーサーに推挙したのは吉田であったという。
- 晩年に大勲位菊花大綬章を授与された後、養父である吉田健三の墓前で「（養父の）財産は使い果たしてしまったが、その代わり陛下から最高の勲章を戴いたので許して欲しい」と詫びたという。
- 1947年（昭和22年）、GHQの民主化路線に乗じて勢いを増した労働組合がストライキを乱発し、政治闘争を突っ走っていたころ、吉田は「年頭の辞」の中で、「かかる不逞の輩が、わが国民中に多数あるものとは信じませぬ」と言い放った（「不逞の輩」発言：参照 - 二・一ゼネスト）。
- 名前に二つの『し』があることを無駄に長いと感じ、小学校時代のあだ名は、二つある『し』の間を省略して『よしげる』であった。
- 名字は「𠮷」の表記であったが、1949年4月28日に当用漢字字体表が告示されると同時に、官報の表記が「吉」に改められた[87]。

## ノーベル平和賞候補
ノーベル平和賞に3回推薦されている。ノルウェー・ノーベル委員会が守秘義務期間を過ぎ開示した選考資料によれば、1965年、1966年、1967年の候補になっていたことが明らかになっている。特に1965年には当時の首相佐藤栄作や外相椎名悦三郎、また日本政府の働きかけによって元米国務長官ディーン・アチソン、元西ドイツ首相コンラート・アデナウアーからの推薦も得て吉田を平和賞候補にする推薦状が作られ、最終審査対象リストにも残っている。1965年と1966年の推薦状作成の過程については、外交史料館の推薦史料を調査した吉武信彦（高崎経済大学）の論文が詳しい。

## 経歴

### 年譜
- 1878年（明治11年）9月22日 - 東京神田駿河台に生まれる
- 1881年（明治14年）8月 - 吉田家と養子縁組。戸太町立太田学校（後の横浜市立太田小学校）卒業
- 1889年（明治22年）2月 - 寄宿制私立中学耕余義塾入学
- 1894年（明治27年）4月 - 耕余義塾卒業
  - 9月 - 日本中学校（後の日本学園 )入学
- 1895年（明治28年）9月 - 高等商業学校（後の一橋大学）入学
  - 11月 - 高等商業学校退校
- 1896年（明治29年）3月 - 正則尋常中学校（後の正則高等学校）卒業
  - 9月 - 東京物理学校（現東京理科大学）入学
  - 10月 - 慶應義塾入学
- 1897年（明治30年）10月 - 学習院高等学科入学
- 1901年（明治34年）8月 - 学習院高等学科卒業
  - 9月 - 学習院大学科入学
- 1904年7月 - 学習院大学科退校（翌年、学習院大学科が閉鎖されるため）
  - 9月 - 東京帝国大学入学
- 1906年（明治39年）7月 - 東京帝国大学法科大学政治科卒業
  - 9月 - 外交官および領事官試験合格、外務省入省
  - 11月 - 領事官補として天津に赴任
- 1907年（明治40年）2月 - 奉天領事館に赴任
- 1909年（明治42年）5月9日 - 牧野伸顕の長女雪子と結婚後ロンドンに赴任。12月、駐伊大使館附三等書記官
- 1912年（大正元年）8月 - 安東領事
- 1916年（大正5年）8月 - 在米大使館附二等書記官
- 1917年（大正6年）7月 - 文書課長心得
- 1918年（大正7年）2月 - 済南領事
- 1919年（大正8年）2月 - パリ講和会議随員
- 1920年（大正9年）5月 - 在英大使館附一等書記官
- 1922年（大正11年）3月 - 天津総領事
- 1925年（大正14年）10月 - 奉天総領事
- 1928年（昭和3年）3月 - 外駐スウェーデン公使。高等官一等
  - 7月 - 田中義一内閣の外務次官
- 1930年（昭和5年） 12月 - 駐伊大使
- 1932年（昭和7年） - 待命
- 1934年（昭和9年）10月 - 外務査察使として欧米をまわる。娘和子が付き添う。
- 1935年（昭和10年）秋 - 外務省退官
- 1936年（昭和11年）6月24日 - 駐英大使
- 1938年（昭和13年）9月 - 帰朝命令
- 10月19日 - 帰朝のため離英[93]
- 1945年（昭和20年）4月 - 近衛上奏文事件で憲兵隊に拘置
  - 6月 - 釈放される
  - 9月17日 - 外務大臣（東久邇宮内閣）
  - 10月9日 - 外務大臣に留任（幣原内閣）
  - 12月19日 - 貴族院議員に勅任
- 1946年（昭和21年）1月 - 外相のまま終戦連絡事務局総裁を兼任。同次長に白洲次郎を起用
  - 5月22日 - 内閣総理大臣兼外務大臣（第1次吉田内閣）
  - 8月 - 日本自由党総裁
- 1947年（昭和22年）4月25日 - 第23回総選挙に旧高知全県区から出馬して初当選
  - 5月24日 - 内閣総辞職
- 1948年（昭和23年）3月 - 民主自由党総裁
  - 10月15日 - 内閣総理大臣兼外務大臣（第2次吉田内閣）
- 1949年（昭和24年）1月23日 - 第24回総選挙で2選
  - 2月16日 - 内閣総理大臣兼外務大臣（第3次吉田内閣）
- 1950年（昭和25年）3月 - 自由党総裁
  - 6月28日 - 内閣総理大臣兼外務大臣（第3次吉田第1次改造内閣）
- 1951年（昭和26年）7月4日 - 内閣総理大臣兼外務大臣（第3次吉田第2次改造内閣）
  - 12月26日 - 内閣総理大臣兼外務大臣（第3次吉田第3次改造内閣）
- 1952年（昭和27年）8月1日 - 保安庁発足、長官を兼任
  - 10月1日 - 第25回総選挙で3選
  - 10月30日 - 内閣総理大臣（第4次吉田内閣）
- 1953年（昭和28年）4月19日 - 第26回総選挙で4選
  - 5月21日 - 内閣総理大臣（第5次吉田内閣）
- 1954年（昭和29年）12月10日 - 造船疑獄などの影響により内閣総辞職
- 1955年（昭和30年）2月27日 - 第27回総選挙で5選
- 1958年（昭和33年） 5月22日 - 第28回総選挙で6選
- 1960年（昭和35年）11月20日 - 第29回総選挙で7選
- 1963年（昭和38年）2月 - 池田総理の要請で特使として台湾を訪問し、国民政府との親善関係を修復
  - 10月14日 - 次期総選挙への不出馬を表明
  - 10月23日 - 衆議院解散にともない、政界を引退
- 1964年（昭和39年）4月 - マッカーサーの国葬に参列
- 1967年（昭和42年）10月20日 - 神奈川県大磯の私邸で永眠（89歳）
  - 10月31日 - 国葬（戦後初）。墓所は港区の青山霊園(のち久保山墓地に改葬)

### 選挙歴
| 当落 | 選挙                   | 執行日         | 年齢 | 選挙区       | 政党       | 得票数     | 得票率 | 定数 | 得票順位 /候補者数 | 政党内比例順位 /政党当選者数 |
| ---- | ---------------------- | -------------- | ---- | ------------ | ---------- | ---------- | ------ | ---- | ------------------ | ---------------------------- |
| 当   | 第23回衆議院議員総選挙 | 1947年04月25日 | 68   | 高知県全県区 | 日本自由党 | 98,176票票 | 29.4%  | 5    | 1/9                | /                            |
| 当   | 第24回衆議院議員総選挙 | 1949年01月23日 | 70   | 高知県全県区 | 民主自由党 | 81,289票票 | 22.9%  | 5    | 1/13               | /                            |
| 当   | 第25回衆議院議員総選挙 | 1952年10月01日 | 74   | 高知県全県区 | 自由党     | 87,160票票 | 22.7%  | 5    | 1/11               | /                            |
| 当   | 第26回衆議院議員総選挙 | 1953年04月19日 | 74   | 高知県全県区 | 自由党     | 88,620票票 | 24.0%  | 5    | 1/8                | /                            |
| 当   | 第27回衆議院議員総選挙 | 1955年02月27日 | 76   | 高知県全県区 | 自由党     | 52,962票票 | 14.1%  | 5    | 1/11               | /                            |
| 当   | 第28回衆議院議員総選挙 | 1958年05月22日 | 79   | 高知県全県区 | 自由民主党 | 52,286票票 | 12.2%  | 5    | 4/11               | /                            |
| 当   | 第29回衆議院議員総選挙 | 1960年11月20日 | 82   | 高知県全県区 | 自由民主党 | 68,506票票 | 16.6%  | 5    | 2/8                | /                            |

### 栄誉・栄典
位階

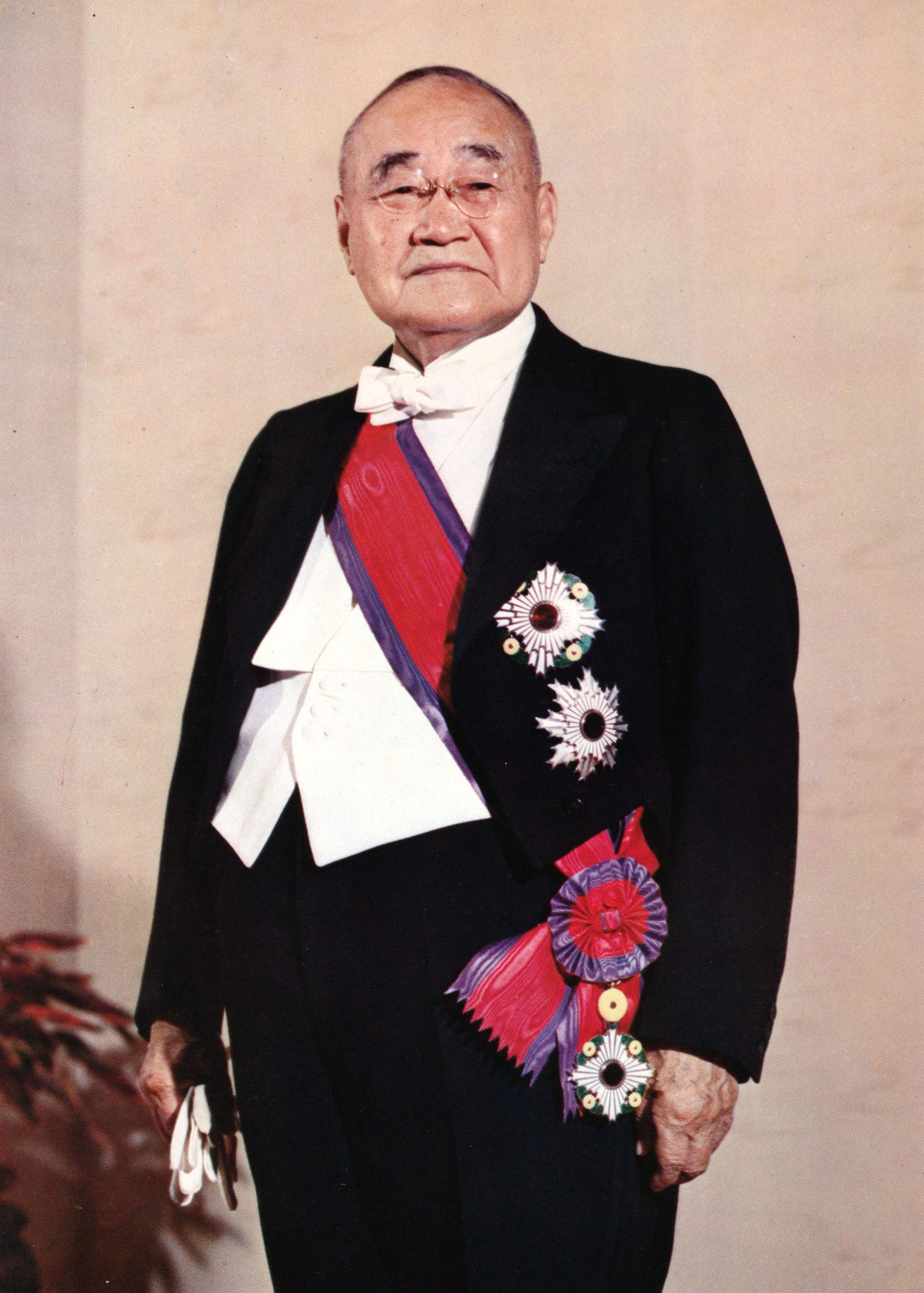
勲章を佩用した吉田

- 1907年（明治40年）2月1日 - 従七位[94]
- 1930年（昭和5年）12月27日 - 正四位[95]
- 1967年（昭和42年）10月20日 - 従一位

勲章など
- 1931年（昭和6年）
  - 1月21日 - 勲二等瑞宝章[96]
  - 10月31日 - 勲二等旭日重光章
- 1964年（昭和39年）4月29日 - 大勲位菊花大綬章
- 1967年（昭和42年）10月20日 - 大勲位菊花章頸飾[注釈 11]

## 著書

### 単著
- 『大磯清談』岡倉書房新社、1952年5月。 NCID BA66828714。全国書誌番号:52004926NDLJP:2932216。
- 『欧米諸国を巡遊して』日本国際問題研究所、1960年。全国書誌番号:77101025。
- 『大磯随想』雪華社、1962年9月。 NCID BN01786574。全国書誌番号:62010575。
  - 『大磯随想』中央公論社〈中公文庫〉、1991年10月。ISBN 9784122018464。 NCID BN08483923。全国書誌番号:92014429。
  - 『大磯随想』（改版）中央公論新社〈中公文庫〉、2001年12月。ISBN 9784122039520。 NCID BA5497316X。全国書誌番号:20258727。
- 『世界と日本』番町書房、1963年7月。 NCID BN05679055。全国書誌番号:64000053。
  - 『世界と日本』中央公論社〈中公文庫〉、1992年1月。ISBN 9784122018709。 NCID BN0848224X。全国書誌番号:92027377。
- 『日本を決定した百年』日本経済新聞社、1967年。 NCID BN02453828。全国書誌番号:67000380。
  - 『激動の百年史 わが決断と奇跡の転換』白川書院、1978年9月。 NCID BN03985254。全国書誌番号:78030887NDLJP:12283762。復刻版
  - 『日本を決定した百年 附・思出す侭』中央公論新社〈中公文庫〉、1999年12月。ISBN 9784122035546。 NCID BA44659373。全国書誌番号:20036746。
- 『大磯随想・世界と日本』中央公論新社〈中公文庫〉、2015年5月。ISBN 9784122061194。 NCID BB18832591。全国書誌番号:22570694。

### 書簡
- 吉田茂記念事業財団 編『吉田茂書翰』中央公論社、1994年2月。ISBN 9784120022937。 NCID BN10481727。全国書誌番号:94042365。
- 柴田紳一 編『吉田茂書翰 追補』中央公論新社、2011年3月。ISBN 9784120042089。 NCID BN10481727。全国書誌番号:21934849。
- 『吉田茂=マッカーサー往復書簡集（1945-1951）』袖井林二郎編訳、法政大学出版局、2000年5月。ISBN 9784588625091。 NCID BA46551312。全国書誌番号:20079345。
  - 『吉田茂=マッカーサー往復書簡集（1945-1951）』袖井林二郎編訳、講談社〈講談社学術文庫〉、2012年7月。ISBN 9784062921190。 NCID BB09644808。全国書誌番号:22135623。

### 回想十年
新潮社（1957年-1958年）
- 『回想十年』 第1巻、新潮社、1957年7月。 NCID BN06206285。全国書誌番号:57007517。
- 『回想十年』 第2巻、新潮社、1957年9月。 NCID BN06206285。全国書誌番号:57009405。
- 『回想十年』 第3巻、新潮社、1957年10月。 NCID BN06206285。全国書誌番号:57009051。
- 『回想十年』 第4巻、新潮社、1958年3月。 NCID BN06206285。全国書誌番号:58004826。
  - The Yoshida memoirs : The story of Japan in crisis, Houghton Mifflin, 1962.

吉田健一により抜粋版で英訳された

東京白川書院（1982年-1983年）
- 『回想十年』 第1巻、東京白川書院、1982年11月。ISBN 9784885760129。 NCID BN03083939。全国書誌番号:83004534。
- 『回想十年』 第2巻、東京白川書院、1982年12月。ISBN 9784885760136。 NCID BN03083939。全国書誌番号:83008059。
- 『回想十年』 第3巻、東京白川書院、1983年1月。ISBN 9784885760143。 NCID BN03083939。全国書誌番号:83014043。
- 『回想十年』 第4巻、東京白川書院、1983年2月。ISBN 9784885760150。 NCID BN03083939。全国書誌番号:83020005。

中央公論社（1998年、改版2014年-2015年）
- 『回想十年』 1巻、中央公論社〈中公文庫〉、1998年9月。ISBN 9784122032446。 NCID BA37694476。全国書誌番号:99035689。
- 『回想十年』 2巻、中央公論社〈中公文庫〉、1998年10月。ISBN 9784122032590。 NCID BA37694476。全国書誌番号:99038713。
- 『回想十年』 3巻、中央公論社〈中公文庫〉、1998年11月。ISBN 9784122032835。 NCID BA37694476。全国書誌番号:99048976。
- 『回想十年』 4巻、中央公論社〈中公文庫〉、1998年12月。ISBN 9784122033115。 NCID BA37694476。全国書誌番号:99054142。
  - 『回想十年』 上（改版）、中央公論新社〈中公文庫〉、2014年11月。ISBN 9784122060463。 NCID BB1750451X。全国書誌番号:22512323。
  - 『回想十年』 中（改版）、中央公論新社〈中公文庫〉、2014年12月。ISBN 9784122060579。 NCID BB1750451X。全国書誌番号:22524633。
  - 『回想十年』 下（改版）、中央公論新社〈中公文庫〉、2015年1月。ISBN 9784122060708。 NCID BB1750451X。全国書誌番号:22537273。

抜粋版
- 『回想十年 新版』毎日ワンズ、2012年11月。ISBN 9784901622653
  - 『回想十年 新書版』毎日ワンズ、2022年9月。ISBN 9784909447227

### 共著
- 吉田茂、吉田健一『大磯清談』文藝春秋新社、1956年12月。 NCID BN07585462。全国書誌番号:57000501。
- 吉田茂、吉田健一『大磯清談』東京白川書院、1983年7月。ISBN 9784885760211。 NCID BN0815407X。全国書誌番号:83048928。
- 吉田健一『父のこと』吉田暁子解説、中公文庫、2017年9月。ISBN 9784122064539。後編に「大磯清談」
- 吉田茂、小泉信三、辰野隆『論集 国と防衛』朝雲新聞社、1963年10月。 NCID BN12874469。全国書誌番号:77101249。

## 一族

### 家族・親族

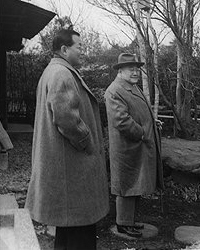
1955年2月9日、九霞園にて麻生太賀吉（左）と

生家（竹内家）
- 実父：竹内綱（実業家、政治家）
- 実母：瀧子
ただし実母は芸者某とする説がある。『日本の上流社会と閨閥』203頁によると、「…母親の名も素性もはっきりしないが、後年、名門出の雪子夫人との間にすき間風が吹き始め、芸者遊びに精を出すようになると、雪子は “芸者の子は芸者が好きね” と言ったそうだから想像がつく。…」という。『吉田茂とその時代（上）』6頁によると、「…実母の身元はいまでもはっきりしない。母親は芸者だったらしく、竹内の投獄後に東京へ出て竹内の親友、吉田健三の庇護のもとで茂を生んだのである…初期の戸籍は明らかに母 “不詳” としているが、吉田の存命中は竹内の本妻に生まれたという虚構の説が公に唱えられ、出生をめぐる回想のなかでも吉田は実母に言及することを用心深くさけている…」という。
- 実兄：竹内明太郎（実業家、政治家）
- 姉：菊（白石直治の妻） 菊の子息である白石宗城は、昭和26年に日窒（現・チッソ）社長となり、水俣病の発生、患者の公式確認（昭和31年）の事態を引き起こした（「助触媒の変更」が原因）。昭和33年退任。後任社長の吉岡喜一は有罪確定となったが、白石は訴追されていない。白石は、吉田の甥にあたり、社長就任時、吉田政権下であった。

養家（吉田家）
- 養父：吉田健三（旧福井藩士、実業家、ジャーディン・マセソン商会・横浜支店長）
- 養母：士子[注釈 12]（儒学者・佐藤一斎の孫娘、士族・東京府官吏・佐藤新九郎の娘）

岳家（牧野家）
- 岳父：牧野伸顕（旧薩摩藩士、政治家、伯爵、明治の元勲大久保利通の三男）
- 岳母：峰子（旧薩摩藩士三島通庸子爵の次女）
- 義姪：林貞子（松濤幼稚園創設者）、杉山淑子（ホーネンコーポレーション元社長杉山元太郎（杉山金太郎長男）夫人）

自家（吉田家）
- 妻：雪子（1941年（昭和16年）に死別。牧野伸顕の長女）
- 長男：健一（英文学者）妻に信子
  - 孫・吉田健介（物理学者）

（よしだ けんすけ）1942年9月12日[98]-2008年8月29日
清泉女学院小学校から暁星小学校に転入[99]。暁星中学校・高等学校を卒業し、1961年東京大学理科一類に進学[100][101]。大学2年の夏にケンブリッジ大学に留学[101]。ケンブリッジ大学で博士号を取得[101][102]。イギリスのダラム大学、イタリアのナポリ大学で研究を行う[101]。1974年にイタリア人女性と結婚[103]。ミラノ大学教授[101]、のちローマ大学教授として国際的に活躍した[102][101]。娘のエレナがいる[101][103]。2008年8月29日、東京聖路加国際病院で肝臓癌のため死去[101][103]。久保山墓地に分骨されている[101]。
  - 孫・吉田暁子（翻訳家、1945年生まれ）
- 長女：桜子（1910年生まれ[104]、夫・吉田寛は外交官だったが若くして病死[105]。首相岸信介・佐藤榮作兄弟は父方の従兄弟、外相松岡洋右の甥にあたる[106][注釈 13]）
- 次男：正男（東北大学助教授、学習院大学教授などを歴任、1917年生まれ）

～2005
で4男1女）
- 次女：江子（夭逝、[107]）
- 三女：和子（1915年～[108]1996年[107]3月15日[109]、福岡県、実業家・政治家麻生太賀吉の妻[注釈 14]）
  - 麻生太賀吉と和子の長男が麻生太郎（第92代首相ほか）であり、三女信子は寬仁親王の妃である。
- 後妻：喜代（元新橋の芸者）

### 系譜
- 吉田家

```
　　　　　　　　　　　佐藤秀助　　　　┏佐藤市郎━━━━佐藤信太郎
　　　　　　　　　　　　┣━━━━━━╋岸信介━━━━洋子━━━━━━━━━━━┳安倍晋三
　　　　　　　　　　　┏茂世　　　　　┗佐藤栄作━━━┳佐藤龍太郎━佐藤栄治　　┗岸信夫
　　　　　　　　　　　┃　　　　　　　　　　　　　　　┗佐藤信二
　　　　佐藤信彦━━━┻さわ━━━━━━吉田寛
　　　　　　　　　　　　　　　　　　　　　┃
　　　　竹内綱━━━┓　　　　　　　　　　┃
　　　　　　　　　　┃　　　　　　　　　　┃　　　　　鈴木善幸━┳━━━━鈴木俊一　　
　　　　吉田健三＝＝┸吉田茂　　　　　　┏桜子　　　　　　　　　┗千賀子
　　　　　　　　　　　　┣━━━━━━━╋吉田健一━━┳吉田健介　┃
　　　　牧野伸顕━━━━雪子（１）　　　┣吉田正男　　┗吉田暁子　┣麻生将豊
　　　　　　　　　　　　┃　　　　　　　┣江子　　　　　　　　　　┃
　　　　　　　　　　　　喜代（２）　　　┗和子　　　┏━━━━麻生太郎
　　　　　　　　　　　　　　　　　　　　　┣━━━━╋麻生泰
　　　麻生太吉━━━━麻生太郎━━━麻生太賀吉　　　┣雪子
　　　　　　　　　　　　　　　　　　　　　　　　　　┣旦子
　　　　　　　　　　　　　　　　　　　　　　　　　　┗信子
　　　　　　　　　　　　　　　　　　　　　　　　　　　┣━━━━━┳彬子女王
　　　　　　　　　　　　　　　三笠宮崇仁親王━━━寛仁親王　　　　┗瑶子女王

```

## 吉田茂を扱った作品

### 小説
- 『小説吉田学校』（戸川猪佐武、1971年 - 1980年）
- 『小説吉田茂』（戸川猪佐武、1981年）[110]
- 『ワンマン : 小説・吉田茂』（大下英治、1993年）[111]

### 映画
- 『小説吉田学校』（1983年、東宝、演：森繁久彌）
- 『日本独立』（2020年、演：小林薫）

### テレビドラマ
- 『落日燃ゆ』（1976年、NET、演：フランキー堺）
- 『日本の戦後』（1977年-1978年、NHK、演：松村達雄）
- 『関西テレビ開局25周年記念 吉田茂』（1983年4月9日、関西テレビ・東映、演：森繁久彌）
- 『憲法はまだか』（1996年、NHK、演：鈴木瑞穂）
- 『ドラマスペシャル・白洲次郎』（2009年、NHK、演：原田芳雄）
- 『落日燃ゆ』（2009年、テレビ朝日、演：津川雅彦）
- 『わが家の歴史』（2010年、フジテレビ、演：角野卓造）
- 『負けて、勝つ 〜戦後を創った男・吉田茂〜』（2012年9月 - 10月、NHK、演：渡辺謙）
- 『経世済民の男 鬼と呼ばれた男〜松永安左ェ門〜』（2015年、NHK、演：伊東四朗）
- 特集ドラマ『どこにもない国』（2018年3月24日・31日、NHK、演：萩原健一）
- 『アメリカに負けなかった男〜バカヤロー総理 吉田茂〜』（2020年2月24日、テレビ東京、演：笑福亭鶴瓶）

### 漫画
- 『吉田茂の闘争』（『歴史劇画大宰相』  第1巻）（著：さいとう・たかを、原作：戸川猪佐武、1999年）[112][113]
- 『疾風の勇人』（大和田秀樹、2016年 - 2017年）